# 常建
常 建（じょう けん、生没年不詳）は、中国唐の詩人。邢州の出身。

## 略歴
開元15年（727年）の進士で、盱眙県の尉となったが、昇進が遅いのに不満を持ち、隠者の生活に憧れて、名山を歩き回った。あるとき山中で仙人のような女に会い、術を授かったと言われ、晩年は鄂渚（がくしょ、現在の湖北省鄂州市鄂城区）の西山に隠棲し、王昌齢らを招いて、自由な生活を送った。

## 詩人としての彼
作品に、『宇文六（うぶんりく）を送る』（七言絶句）がある。
| 送宇文六       |                                                                  |
| 花映垂楊漢水清 | 花は垂楊（すいよう）に映じて漢水清く                             |
| 微風林裏一枝軽 | 微風 林裏（りんり） 一枝（いっし）軽し                           |
| 即今江北還如此 | 即今（そくこん） 江北（こうほく） 還（ま）た此（かく）の如からん |
| 愁殺江南離別情 | 愁殺（しゅうさつ）す 江南（こうなん） 離別の情                   |